# Argyractis puralis
Argyractis puralis là một loài bướm đêm trong họ Crambidae.